# Crkva sv. Stipana u Rastovcu
Crkva sv. Stipana u selu Rastovcu, općina Zagvozd, zaštićeno kulturno dobro.

## Opis dobra
Crkva sv. Stipana u Rastovcu jednobrodna je građevina, pravokutnog tlocrta s polukružnom apsidom, orijentirana istok-zapad. Na pročelju je jednodijelni zvonik „na preslicu“. Sagrađena je 1863. godine na mjestu ranije crkve. Pred crkvom su sačuvana dva stećka-ploče te jedna ploča uz sjeverni ogradni zid s vanjske strane, koji upućuje na mogućnost postojanja srednjovjekovnog groblja.

## Zaštita
Pod oznakom Z-3845 zavedena je kao nepokretno kulturno dobro - pojedinačno, pravna statusa zaštićena kulturnog dobra, klasificirano kao "sakralna graditeljska baština".